# Kong Ngie Tong Sang Dagblad
Kong Ngie Tong Sang Dagblad is een van de twee Chineestalige kranten van Suriname. Het blad is door Kong Ngie Tong Sang opgericht in de jaren 1970. Verschijningsfrequentie is eenmaal per drie weken op zaterdag. Het kantoor van de krant is gelegen aan de Dr. Sophie Redmondstraat in Paramaribo. De krant krijgt subsidie van de Chinese ambassade in Suriname.
Naast het dagblad heeft Kong Ngie Tong Sang in februari 2008 de Surinaams Chinees Televisie (SCTV) opgericht. Het kantoor is gevestigd aan de Kwattaweg in Paramaribo. Veel programma's van de zender zijn afkomstig van China Central Television, de Chinese staatstelevisie. De zender is in Suriname te bekijken op kanaal 45 / 101.